# Antennaria flagellaris
Antennaria flagellaris es una especie de planta herbácea de la familia de las asteráceas. Es nativa de Norteamérica.

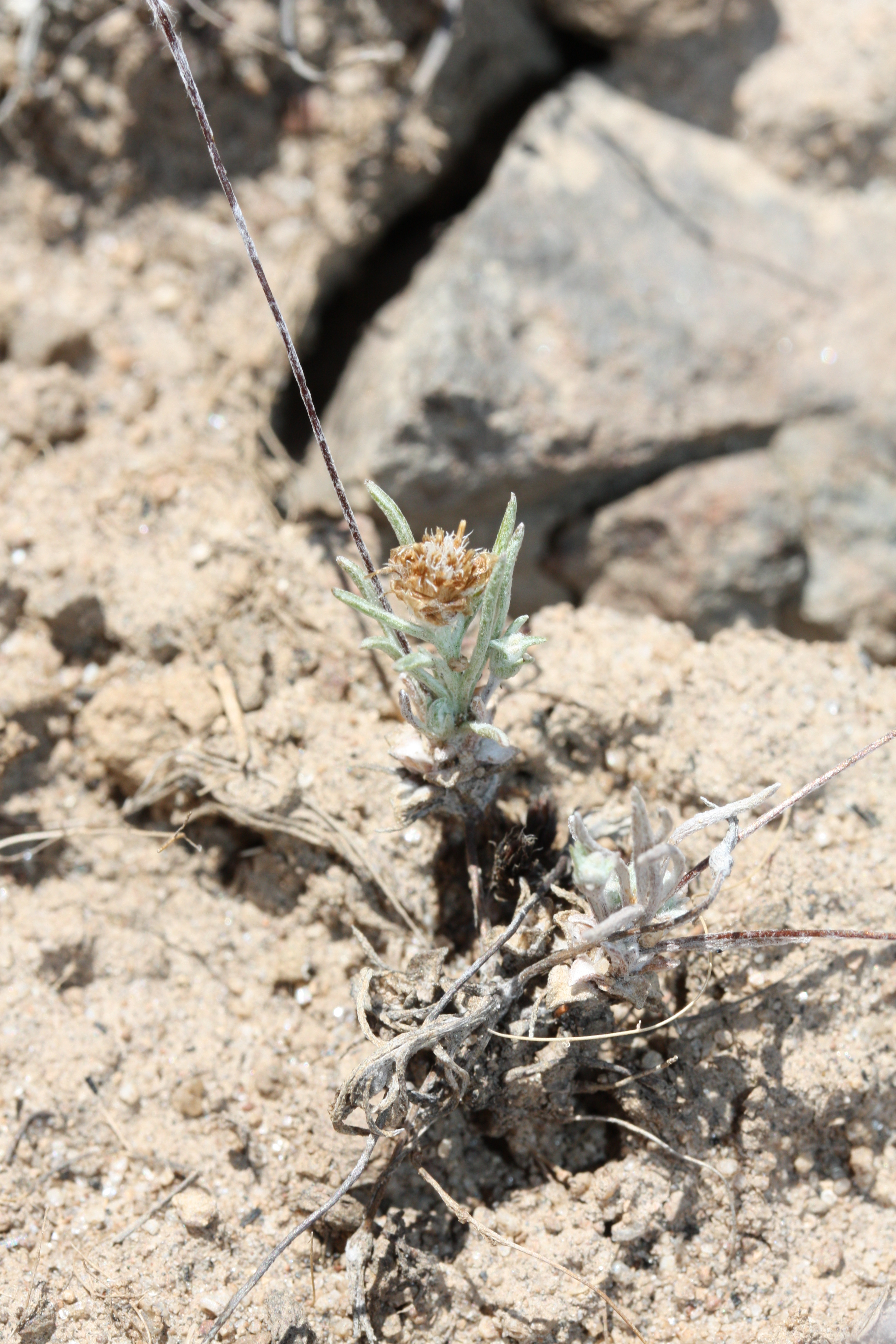
Vista de la planta

## Distribución y hábitat
Es nativa de Norteamérica occidental desde Columbia Británica a California y Wyoming, pero sobre todo en la Gran Cuenca, donde es miembro de la comunidad vegetal del matorral de artemisa.

## Descripción
Es una hierba perenne que forma un pequeño parche delgado en el suelo de no más de 2 centímetros de altura. Crece de un delgado caudex y se propaga a través de finas telarañas, nervudos y estolones. Las hojas son grisáceas y lanudas de uno a dos centímetros de largo y generalmente en forma de lanza. La pequeña inflorescencia tiene una sola cabeza de flor con menos de un centímetro de ancho. La especie es dioica, con plantas masculinas producen flores estaminadas y plantas femeninas que las producen pistiladas . El fruto es un desigual aquenio de hasta un centímetro de largo, incluyendo su largo y suave vilano.

## Taxonomía
Antennaria flagellaris fue descrita por Asa Gray y publicado en Proceedings of the American Academy of Arts and Sciences 17: 212–213. 1882.
Etimología
Antennaria: nombre genérico que deriva de la latína antenna, a causa de la semejanza de las flores masculinas con las antenas de los insectos.
flagellaris: epíteto latíno que significa "con flagelos".
Sinonimia
- Antennaria dimorpha var. flagellaris A.Gray	[4]